# Hammer of the Witches
Hammer of the Witches (с англ. — «Молот ведьм») — одиннадцатый студийный альбом британской экстрим-метал-группы Cradle of Filth. Он был выпущен 10 июля 2015 года и является их первым релизом на лейбле Nuclear Blast. На Hammer of the Witches представлен новый состав группы после ухода Пола Аллендера и Джеймса Макилроя, в который вошли новые гитаристы Марек «Ашок» Шмерда и Ричард Шоу, а также новая клавишница и вокалистка Линдси Скулкрафт.

## Предыстория
Hammer of the Witches — первый альбом Cradle of Filth со времен Cruelty and the Beast (1998), в записи которого не участвовал давний гитарист группы Пол Аллендер. Работа над альбомом началась в начале 2014 года, когда фронтмен Дэни Филт подчеркнул, что группа планирует не торопиться с выходом новой пластинки. В интервью 2016 года Линдси Скулкрафт заявила, что она довольна реакцией фанатов на новый альбом, и что группа закончила работу над альбомом быстрее, чем они ожидали.

## Продвижение и выход
Первый сингл и музыкальное видео на «Right Wing of the Garden Triptych» вышли 13 мая 2015 года. Hammer of the Witches вышел 10 июля того же года. 4 декабря группа выпустила второй сингл «Blackest Magick in Practice».

## Обложка
Вокалист Дэни Филт говорил про обложку для Hammer of the Witches: «Она была создана латвийским художником Артуром Берзиньшем и представляет собой крайне лиричное произведение, опираясь на богатые темы эпохи Возрождения и отображая их в красивых, но тревожных сценариях. Половина детализированных фрагментов написаны специально для релиза, другие — предыдущие работы Берзиньша, искусно адаптированные к темам альбома, изобилующим идеями пьянящего колдовства, будь то преследование, возмездие или раскрепощённое духовное освобождение. Женские образы безудержно разбросаны по всему полотну, беззастенчиво демонстрируя классическое воплощение красоты… и ужаса».

## Отзывы критиков
| Совокупная оценка | Совокупная оценка |
| Источник          | Оценка            |
| ----------------- | ----------------- |
| Metacritic        | 75/100            |
| Оценки критиков   |                   |
| Источник          | Оценка            |
| AllMusic          | [ 7 ]             |
| Blabbermouth      | 9/10              |
| BW&BK             | 7/10              |
| Classic Rock      | [ 10 ]            |
| Exclaim!          | 4/10              |
| The Guardian      | [ 12 ]            |
| Metal Hammer      | 5/7 ·             |
| Record Collector  | [ 15 ]            |
| Rock Hard         | 8/10              |
| Sputnikmusic      | 4/5               |

Hammer of the Witches получил положительные отзывы критиков, которые высоко оценили изменение направления. The Guardian назвал его «одновременно радостным поклоном былой славе и значительным творческим возрождением» и написал, что «это самые живые и острые песни, которые Дэни Филт сотворил из темного эфира за долгое время». AllMusic написали: «На своем 11-м студийном альбоме эта нечестивая орда, навсегда обернутая трупной краской, кожей и шипами, больше оглядывается назад, чем вперёд. И это хороший знак […] Hammer of the Witches не достигает высот Dusk of Her Embrace, но это действительно является доказательством того, что в Cradle of Filth осталось много огня и творчества».

## Список композиций
Все тексты написаны Дэни Филтом, вся музыка написана Cradle of Filth.
| №                   | Название                                                | Длительность |
| ------------------- | ------------------------------------------------------- | ------------ |
| 1.                  | «Walpurgis Eve»                                         | 1:29         |
| 2.                  | «Yours Immortally...»                                   | 6:01         |
| 3.                  | «Enshrined in Crematoria»                               | 5:46         |
| 4.                  | «Deflowering the Maidenhead, Displeasuring the Goddess» | 6:56         |
| 5.                  | «Blackest Magick in Practice»                           | 6:50         |
| 6.                  | «The Monstrous Sabbat (Summoning the Coven)»            | 1:51         |
| 7.                  | «Hammer of the Witches»                                 | 6:29         |
| 8.                  | «Right Wing of the Garden Triptych»                     | 5:54         |
| 9.                  | «The Vampyre at My Side»                                | 5:45         |
| 10.                 | «Onward Christian Soldiers»                             | 6:59         |
| 11.                 | «Blooding the Hounds of Hell»                           | 2:10         |
| Общая длительность: | Общая длительность:                                     | 56:11        |

| №                   | Название            | Длительность |
| ------------------- | ------------------- | ------------ |
| 12.                 | «King of the Woods» | 6:17         |
| 13.                 | «Misericord»        | 6:19         |
| Общая длительность: | Общая длительность: | 68:47        |

## Участники записи
Cradle of Filth
- Дэни Филт — ведущий вокал
- Ричард Шоу — гитара
- Марек «Ашок» Смерда — гитара
- Дэниел Фёрт — бас-гитара
- Линдси Скулкрафт — женский вокал, арфа
- Мартин Шкарупка — ударные, клавишные, аранжировки

Приглашённые музыканты
- Алексей Асламас — скрипка
- Далибор Струнц — цимбалы

Производственный персонал
- Скотт Аткинс — продюсирование, звукоинженер, сведение, мастеринг
- Сэм Скотт-Хантер — фотографии
- Артурс Берзиньш — обложка, художественное оформление

## Чарты
| Чарт (2015)                          | Высшая позиция |
| ------------------------------------ | -------------- |
| Австралия (ARIA)                     | 28             |
| Австрия (Ö3 Austria)                 | 57             |
| Чехия (ČNS IFPI)                     | 5              |
| Бельгия/Фландрия (Ultratop)          | 28             |
| Бельгия/Валлония (Ultratop)          | 31             |
| Нидерланды (Album Top 100)           | 38             |
| Финляндия (Suomen virallinen lista)  | 5              |
| Венгрия (MAHASZ)                     | 21             |
| Италия (Classifica album)            | 68             |
| Швейцария (Schweizer Hitparade)      | 46             |
| Великобритания (UK Albums Chart)     | 44             |
| США (Billboard 200)                  | 196            |
| США (Billboard Top Album Sales)      | 76             |
| США (Billboard Top Rock Albums)      | 20             |
| США (Billboard Top Hard Rock Albums) | 4              |
| США (Billboard Independent Albums)   | 9              |